# إيراد
الإيراد  في الاقتصاد هو الدخل الذي تحققه الشركة أو المصنع أو المؤسسة التجارية من نشاط أعمالها التجاري، وهو في العادة إيراد بيع سلع أو خدمات إلى مشترين. وفي بلاد كثيرة مثل المملكة المتحدة يعني الإيراد حجم الأعمال (اقتصاد).
في الأعمال التجارية، يعرّف الإيراد أو «دورة رأس المال» على أنه الدخل الذي تستحقه الشركة من أنشطة الأعمال التجارية العادية التي تقوم بها، كبيع سلعة أو خدمة للعملاء والمستهلكين. في العديد من الدول، كالمملكة المتحدة مثلاً، يشار إلى الإيرادات «بالدوران».
تحصل بعض الشركات على الإيرادات من الفوائد أو من فرض الرسوم الصناعية أو رسوم أخرى. وقد تكون الإيرادات أرباح متحققة من الأعمال التجارية المختلفة بشكل عام. أو قد تشير إلى المبالغ المالية مقدرة بالوحدة النقدية الواردة للشركة خلال فترة من الزمن، على سبيل المثال، يقال حققت الشركة في العام الماضي إيرادات تقدر بـ 42 مليون دولار."
الأرباح، أو صافي الدخل، يعني عموماً إجمالي إيرادات ناقص إجمالي التكاليف والنفقات في فترة معينة. في المصطلحات المحاسبية، غالباً ما يشار إلى الإيرادات باسم «الخط الأعلى» نظراً لموقعها في بيان الدخل، إذا تكون في الأعلى في حين ان صافي الدخل يكون في أسفل البيان، لذا يعرف باسم «الخط الأسفل».
بالنسبة للمنظمات غير الربحية، يشار للدخل السنوي بالإيرادات الإجمالية. وتشمل هذه الإيرادات المنح والتبرعات التي تحصل عليها من الأفراد والشركات ودعم الوكالات الحكومية والعوائد الناتجة عن الأنشطة التي تقوم بها لتنفيذ رسالة المنظمة، إضافة إلى الدخل من أنشطة جمع الأموال ورسوم العضوية والاستثمارات المالية كشراء أسهم الشركات في البورصة.
في الاستخدام العام، الدخل هو الإيرادات التي تتلقتها منظمة أو شركة بصورة نقدية أو ما يعادلها. أما عوائد المبيعات فهي الإيرادات الواردة من بيع السلع أو الخدمات على مدى فترة من الزمن. أما ضريبة دخل فهي دخل تحصّله الحكومة من دافعي الضرائب.
أما تعريف الرسمي للعائد (على نطاق دولة مثلاً) فهو حساب أو تقييم الدخل الدوري استناداً إلى ممارسات محاسبية معيارية أو قوانين تضعها الحكومة أو هيئة حكومية مختصة. هناك طريقتان محاسبيتان شائعتان لحساب الدخل، محاسبة على أساس النقد ومحاسبة على أساس الاستحقاق، وهما لا تستخدمان نفس العملية لحساب الإيرادات. فالشركات التي تطرح أسهمها للبيع للجمهور عادة ما تكون ملزمة بموجب القانون بالإفصاح عن إيراداتها على أساس مبادئ المحاسبة المقبولة عموما أو المعايير الدولية لإعداد التقارير المالية.
في نظام القيد المزدوج، تعتبر حسابات الدخل جزءاً من حسابات دفتر الأستاذ العام التي يتم تلخيصها بشكل دوري تحت عنوان إيرادات أو إيرادات على بيان الدخل. هذا ويمكن الاستدلال على نوع الدخل من اسم حساب الدخل، مثلاً «دخل خدمات الصيانة» أو «إيرادات المبيعات».

## دخل العمل التجاري
الدخل المالي المتحصل من الأنشطة الاعتيادية في شركة معينة أو من الشراكة أو الملكية الخاصة. بالنسبة لبعض الأعمال، كالمختصة بالتصنيع و\أو محل بقالة فإن معظم الإيراد يكون من بيع السلع. الأعمال الخدمية كمكاتب المحاماة أو صالونات الحلاقة، تحصل على إيراداتها من تقديم خدمات معينة. الأعمال المختصة بالإقراض والقروض كتأجير السيارات والبنوك تحصل على العوائد من الرسوم والفوائد التي تفرضها على إقراض أصول لمؤسسات أو أفراد.
تعرف الإيرادات الناتجة من أنشطة الأعمال الأساسية كالمبيعات بإيرادات المبيعات أو صافي المبيعات. وهذا يشمل إرجاع المنتج والخصومات الممنوحة للتسديد المبكر للفواتير. معظم الشركات لديها أيضاً إيرادات عرضية لأنشطة الأعمال التجارية الأساسية، كالفوائد المكتسبة على الودائع في حساب الطلب. ويدخل هذا ضمن الإيرادات ولكنه لا يدرج ضمن صافي المبيعات. والجدير بالذكر هنا أن إيرادات المبيعات لا تشمل ضريبة المبيعات التي تجمعها الشركات التجارية.

## الدخل الحكومي
يتضمن الدخل الحكومي كافة الأموال التي تدخل إلى الخزينة من مصادر خارج إطار الحكومة (كالضرائب والرسوم المختلفة، وغير ذلك). تخصص الحكومات غالباً وكالات أو دوائر تكون مسؤولة عن جمع العوائد من الشركات والأفراد.
هذا وقد يتضمن الدخل الحكومي العملة التي يطبعها البنك المركزي، حيث يتم تسجيل ذلك كسلفة للبنك مع العملة المقابلة في قيد حساب التداول. ويستمد هذا الدخل من سعر الفائدة الرسمي الدائن لبنوك التجزئة كسندات لمدة 90 يوم. ثمة تساؤلات حول ما إذا كان استخدام المعايير المحاسبية القائمة على الأعمال العامة يعطي صورة عادلة ودقيقة عن الحسابات الحكومة، ذلك أن بيان السياسة النقدية لبنوك الاحتياطي قد تقود إلى معدل تضخم إيجابي.